# Kirk Whalum
Kirk Whalum, né le 11 juillet 1958 à Memphis, dans le Tennessee (États-Unis), est un saxophoniste tenor de jazz fusion américain.
En 1983, Whalum attire l'attention du claviériste Bob James et en 1985, ce dernier l'invite à jouer sur son album 12. Son premier album, Floppy Disk, paraît la même année, avec la participation de Bob James.
Depuis la deuxième moitié des années 1980, Whalum commence à se faire un nom en tant que sideman de talent jouant sur les albums d'une grande variété d'artistes, notamment de Larry Carlton, Quincy Jones, Luther Vandross, Al Jarreau ou Jean-Michel Jarre. Il joue également lors d'un concert à Houston en hommage à l'astronaute noir Ronald McNair mort tragiquement avec ses coéquipiers dans l'explosion lors de la tentative de mise en orbite de la navette spatiale Challenger.
C'est à Kirk Whalum que l'on doit le solo de saxophone sur la ballade de Whitney Houston, I Will Always Love You.
En 1996, il signe chez Warner Bros. Records et sort un album en commun avec Bob James intitulé Joined At The Hip. En 2002, il intègre BWB, un supergroupe aux côtés du guitariste Norman Brown et du trompettiste Rick Braun. Leur album Groovin paraît cette même année.
Whalum est aujourd'hui signé sur le label du saxophoniste Dave Koz, Rendezvous Entertainment, sur lequel est sorti en 2005 son album Kirk Whalum Performs the Babyface Songbook, qui est composé de reprises du compositeur de quiet storm Babyface. Il anime également une émission religieuse, The Bible In Your Ear, où il lit des passages de la Bible et joue du saxophone.

## Discographie

### En solo
| Titles                                       | Year | Label                                   |  |
| -------------------------------------------- | ---- | --------------------------------------- |  |
| "Floppy Disk"                                | 1985 | Columbia                                |  |
| "And You Know That"                          | 1988 | Columbia                                |  |
| "The Promise"                                | 1989 | Columbia                                |  |
| "Caché"                                      | 1993 | Columbia                                |  |
| "In This Life"                               | 1995 | Columbia                                |  |
| "Joined at the Hip" (avec Bob James)         | 1996 | Warner Bros. Records                    |  |
| "Colors"                                     | 1997 | Warner Bros. Records                    |  |
| "The Gospel According to Jazz Chapter 1"     | 1998 | Warner Gospel                           |  |
| "For You"                                    | 1998 | Warner Bros. Records                    |  |
| "Unconditional"                              | 2000 | Warner Bros. Records                    |  |
| "Hymns In The Garden"                        | 2000 | Top Drawer Records/Warner Bros. Records |  |
| "Peanuts"                                    | 2001 | Top Drawer Records                      |  |
| "The Christmas Message"                      | 2001 | Top Drawer Records/Warner Bros. Records |  |
| "The Gospel According to Jazz Chapter 2"     | 2002 | Top Drawer Records/Warner Bros. Records |  |
| "Into My Soul"                               | 2003 | Warner Bros. Records                    |  |
| "Kirk Whalum Performs the Babyface Songbook" | 2005 | Rendezvous                              |  |
| "Roundtrip"                                  | 2007 | Rendezvous                              |  |
| "The Gospel According To Jazz Chapter 3"     | 2010 | Mac Avenue                              |  |

### Avec BWB
| Titles     | Year | Label                |  |
| ---------- | ---- | -------------------- |  |
| "Groovin'" | 2002 | Warner Bros. Records |  |

### DVD
| Titles                               | Year | Label      |  |
| ------------------------------------ | ---- | ---------- |  |
| "Gospel According to Jazz Chapter 2" | 2002 | Waner Bro. |  |